# Stephan Stückler
Stephan Stückler (* 31. Oktober 1985 in Grafenstein) ist ein ehemaliger österreichischer Fußballspieler.

## Karriere
Stückler begann seine Karriere beim SV Donau in Klagenfurt. Später durchlief er die U12 bis U16 Jugendmannschaften des FC Kärnten und gab sein Debüt in der ersten Mannschaft der Südösterreicher im Jahr 2001. Nach zwei weiteren Spielen in der höchsten österreichischen Liga ging er 2004 zu LASK Linz, wo er zwei Jahre in der zweiten Liga spielte. 2006 ging es zum SV Bad Aussee. Mit den Obersteirern schaffte Stückler den Aufstieg in die zweithöchste Liga Österreichs, jedoch wechselte er 2007 zum SV Feldkirchen in der gleichen Liga. Im Jänner 2008 kam Stückler zurück in die höchste Spielklasse und unterschrieb beim SK Austria Kärnten, wo er zwischen Kampfmannschaft und der zweiten Mannschaft, die in der Regionalliga vertreten war, pendelte.
Im Sommer 2008 unterschrieb Stückler beim Regionalliga-Aufsteiger FC St. Veit. Ein Jahr später wechselte er zum Kooperationsverein WAC/St. Andrä, mit dem er 2010 den Aufstieg in die Erste Liga und zwei Jahre später in die Bundesliga feierte. Während seiner Regionalligazeit bei WAC/St. Andrä spielte er mit seinem Namenvetter Stefan Stückler (* 1988), dem Bruder von Christoph Stückler, zusammen.
Nach einer Bundesligasaison wechselte er wieder in die Erste Liga zum TSV Hartberg. Anschließend wechselte er in die Kärntner Liga zum Annabichler SV, bei dem er mit 18 Treffern in 28 Meisterschaftsspielen außerordentlich torgefährlich war. Im Sommer 2015 wechselte er zum ATUS Ferlach, bei dem er seine Karriere als Aktiver bis zur Winterpause 2017/18 ausklingen ließ. Im Frühjahr 2018 absolvierte er noch zwei Meisterschaftsspiele für seinen einstigen Ausbildungsklub, den SV Donau Klagenfurt, mit Spielbetrieb in der sechstklassigen 1. Klasse C und beendete damit seine aktive Fußballkarriere.